# Järnbakterier

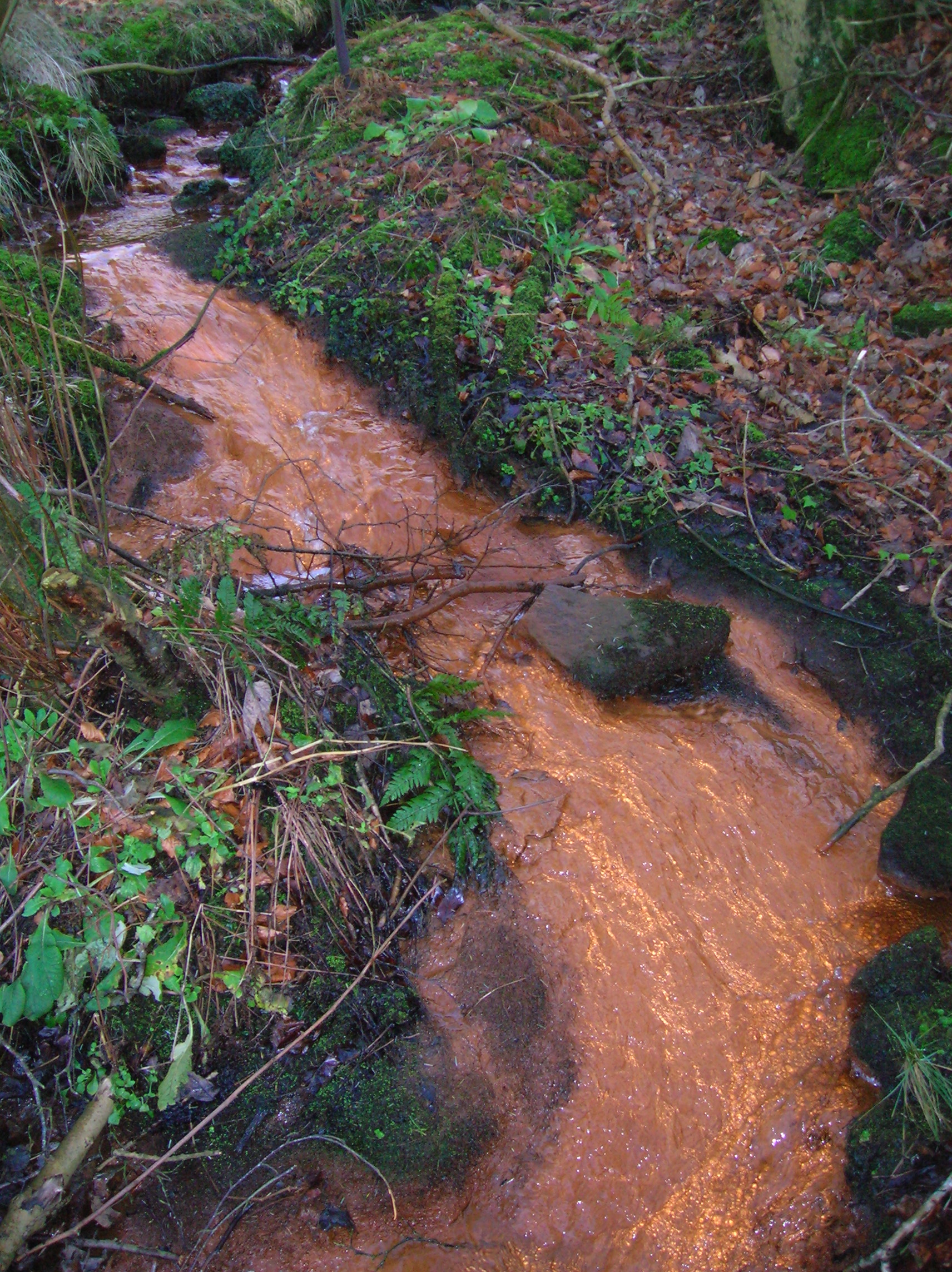
Vattnet i en bäck i Skottland är färgat rött av järnbakterier.

Järnbakterier är kemoautotrofa bakterier som får sin energi helt eller delvis genom att oxidera järn. Till dessa hör Acidithiobacillus ferrooxidans (tidigare Thiobacillus ferrooxidans) och Gallionella ferruginea.
Bakteriernas konsumtion av järn kan orsaka problem för människor när järnstrukturer försvagas och bryts ner. Restprodukten är järnoxider, det vill säga rost, vilket ger en karaktäristisk roströd färg som kan missfärga kläder. Rosten kan också bilda avlagringar och slam som täpper igen vattenledningar och filter.
Bakterierna kan användas industriellt för att rena vatten eller för att utvinna metaller, så kallad biohydrometallurgi.

## Metabolism
I den kemiska processen tar bakterierna upp tvåvärt järn ur omgivningen och oxiderar det med syrgas:
2Fe2+ + ½ O2 + 2H+ → 2Fe3+ + H2O
Restprodukten trevärt järn fälls ut som järn(III)oxidhydroxid:
Fe3+ + 3H2O → Fe(OH)3 + 3 H+

## Bilder

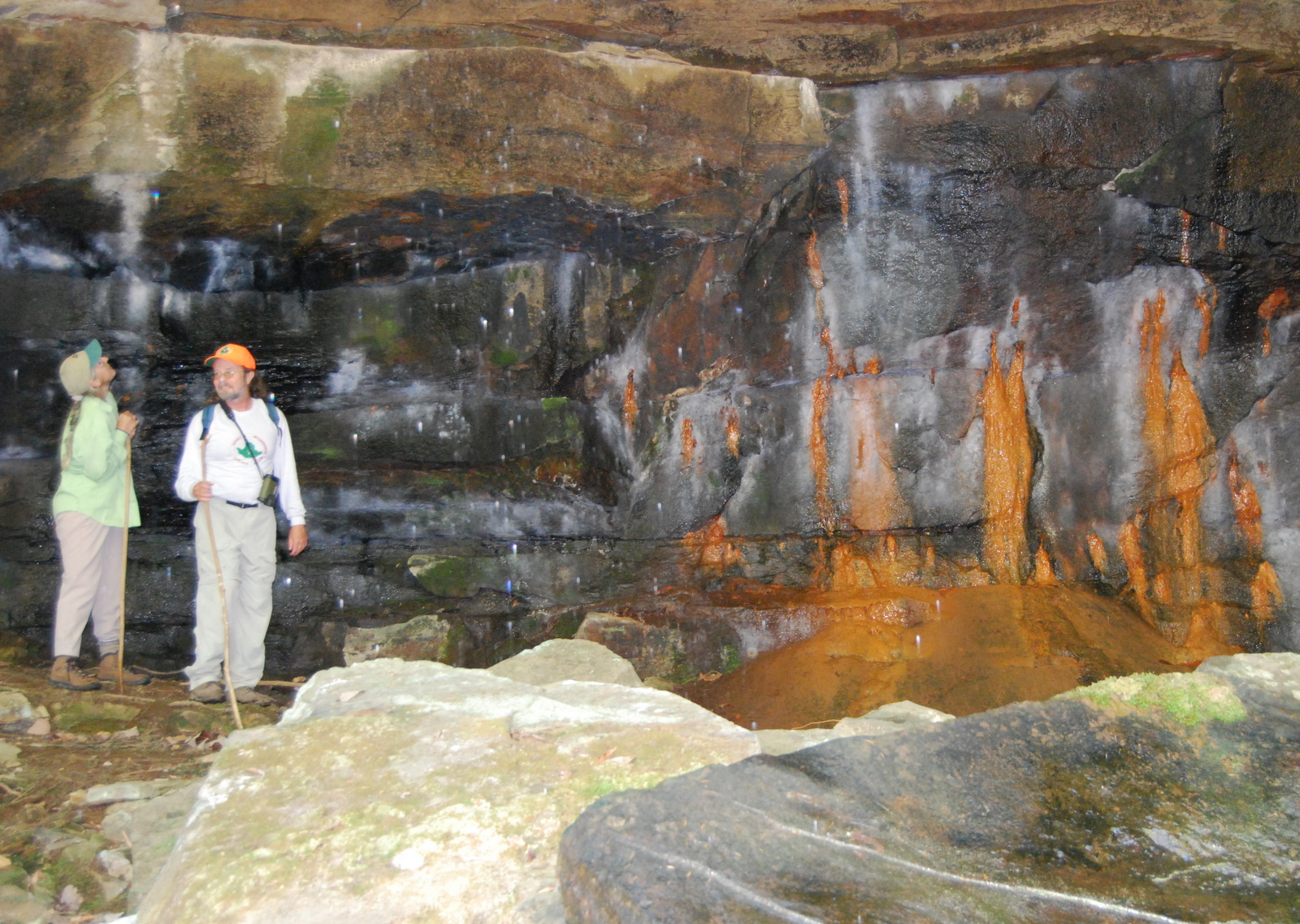
Järnbakterier har orsakat roströda fläckar där vatten sipprar in i en grotta. William B. Bankhead National Forest i Alabama.
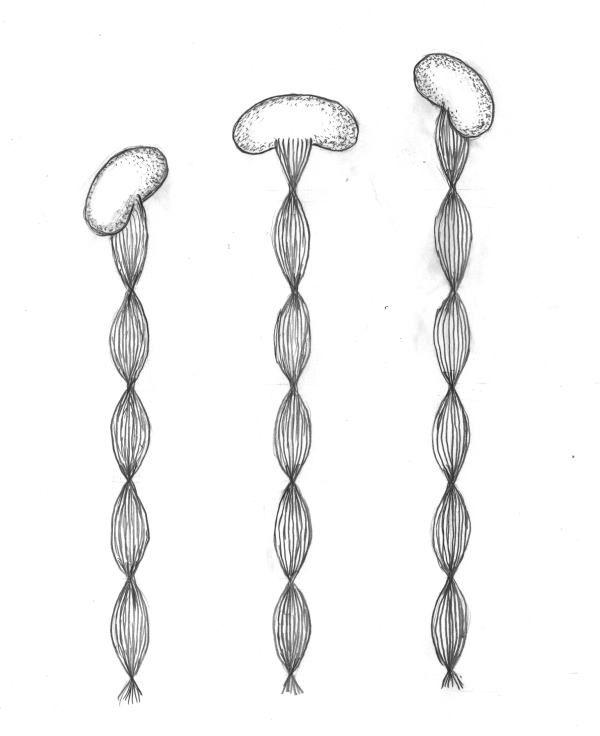
Teckning av hur de njurformade Galionella-bakterierna tar upp järn ur det omgivande vattnet och bildar en spiralformad stjälk av rost (järnoxid).